# La Salvetat (eau minérale)
Pour les articles homonymes, voir La Salvetat.
La Salvetat est une marque d'eau minérale naturelle gazéifiée appartenant à la Société des eaux minérales d’Évian (filiale du groupe Danone).

## Source
Sa source se situe à La Salvetat-sur-Agout, au sein du parc naturel régional du Haut-Languedoc, dans le Sud de la France (département de l'Hérault, région Occitanie).

## Propriétés et composition analytique
Avec une teneur en sodium de 5 mg/L, elle est aussi peu salée que la plupart des eaux plates (moyenne des eaux plates nature du marché : 7 mg de sodium/L).
La Salvetat est légèrement pétillante. Gazeuse à l'émergence, l'eau est déferrisée et regazéifiée partiellement avec son propre gaz avant embouteillage.
- Extrait sec à 180 °C : 560 mg/L
- pH : 6

| Espèce               | Teneur (mg/L) |
| -------------------- | ------------- |
| Calcium (Ca2+)       | 160           |
| Magnésium (Mg2+)     | 7,5           |
| Sodium (Na+)         | 5             |
| Potassium (K+)       | 2             |
| Sulfates (SO42−)     | 20            |
| Bicarbonates (HCO3−) | 530           |
| Nitrates (NO3−)      | <1            |
| Chlorures            | 5             |
| Silice               | 55            |

## Historique
La Salvetat a été classée eau minérale naturelle par l'académie de médecine en 1848. La source reçoit alors sa première autorisation d'exploitation sous le nom de Rieumajou jusqu'en 1930, date à laquelle sa commercialisation cesse.
Au début des années 1990, la source est rachetée par la SA des eaux minérales d'Évian, appartenant à la multinationale Danone, et réapparait dans le commerce, en 1992, sous le nom de son village d'origine : La Salvetat.
En 2002, l'entreprise diversifie l'offre avec des eaux pétillantes aromatisées au citron, citron vert, agrumes et menthe.

## Production
La Salvetat est embouteillée dans la commune de La Salvetat-sur-Agout, lieu-dit de Rieumajou.
L'entreprise emploie 75 salariés.